# كريستوفر هوارث
كريستوفر هوارث (بالإنجليزية: Christopher Howarth)‏ هو متزلج فني بريطاني، ولد في 25 ديسمبر 1960.

## وصلات خارجية
- كريستوفر هوارث على موقع أوليمبيديا (الإنجليزية)